# Elaine Proctor
Elaine Proctor (Johannesburgo, 1960) es una cineasta y novelista sudafricana. Su película Friends fue exhibida en el Festival de Cannes de 1993, donde obtuvo el premio Caméra d'Or.
Proctor realizó su formación profesional en la Escuela Nacional de Cine y Televisión, donde recibió clases del reconocido director Mike Leigh. Su película proyecto, On the Wire, ganó el premio estudiantil Sutherland Trophy. Proctor también se ha desempeñado como novelista. Su segunda novela, Savage Hour, fue nominada en 2015 para el Premio Literario Barry Ronge.

## Filmografía
- Place of Weeping
- Sharpeville Spirit (1986)
- We Will See/Re tla bona (1987)
- On the Wire (1990)
- Friends (1993)
- Kin (2000)